# In the Shadows
In the Shadows is een nummer van de Finse rockband The Rasmus uit 2003. Het is de eerste single van hun vijfde studioalbum Dead Letters.
Het nummer betekende de doorbraak voor The Rasmus, en werd een hit in veel Europese landen. In Finland haalde het een nummer 1-positie. In de Nederlandse Top 40 haalde het nummer 5 en in de Vlaamse Ultratop 50 kwam het een plaatsje lager dan in Nederland.